# Anthousa de Constantinople
Anthousa de Constantinople, aussi connue comme sainte Anthousa de Constantinople ou sainte Anthousa la Jeune (née en 750 ou 757 et morte en 801 ou 808) est une sainte vénérée dans l'Église orthodoxe et dans l'Église catholique. Elle est fêtée par la première les 12 et 18 avril et par la seconde le 27 juillet, en tant que patronne des couvents et des abbayes. Elle est aussi la fille de l'empereur byzantin Constantin V, qui règne de 741 à 775.

## Biographie
Le nom d'Anthousa vient d'une prédiction qu'aurait faite Anthousa de Mantinée, une nonne ayant vécu sous Constantin V et qui s'oppose à l'iconoclasme alors professé par l'empereur. Torturée pour cela, elle est ensuite libérée et Constantin la rencontre à l'occasion d'une campagne en Paphlagonie. L'impératrice (vraisemblablement la troisième femme de Constantin, Eudoxie) connaît alors une grossesse difficile et Constantin demande à la religieuse de prier pour elle. Anthousa lui dévoile alors qu'en dépit de ses souffrances, Eudoxie va donner naissance à des jumeaux, ce qui s'avère. Les parents décident alors de nommer la fille Anthousa. L'identité de son jumeau reste débattue. Il se pourrait que sa mère soit en fait Tzitzak, la première femme de Constantin qui meurt en couche le 25 janvier 750 et donne naissance au successeur de Constantin, Léon IV le Khazar, qui serait alors le frère jumeau d'Anthousa. Néanmoins, une autre source donne 757 comme date de naissance pour Anthousa.
Quoi qu'il en soit, son père cherche assez vite à lui trouver un époux mais Anthousa souhaite se destiner à une vie religieuse. Après la mort de Constantin V, Anthousa utilise tous ses biens pour aider les pauvres et les orphelins. Bientôt, elle gagne l'estime d'Irène l'Athénienne, la femme de Léon IV et donc sa belle-sœur, qui l'invite à être co-régente pour son fils Constantin VI. Néanmoins, Anthousa décline la proposition. Si elle porte une tenue qui reflète sa position au sein de la cour, elle revêt en-dessous un cilice. 
Bientôt, elle rentre dans le monastère de Sainte-Euthymie avant d'être tonsurée par le patriarche Taraise de Constantinople et de fonder le monastère d'Omonoia (ce qui signifie concorde ou charité) à Constantinople, dont les règles sont connues pour être particulièrement strictes. Elle meurt soit en 801 à l'âge de cinquante-deux ans, soit en 808 à l'âge de cinquante-sept ans. Même si son rapport à l'iconoclasme n'est pas connu avec certitude, sa postérité dans l'Église et ses bonnes relations avec des figures iconodoules comme Irène l'Athénienne ou le patriarche Taraise incitent à penser qu'elle est une partisane de la vénération des images.

## Sources
- (en) Alice-Mary Talbot, Byzantine Defenders of Images - Eight Saints' Lives in English Translation, Dumbarton Oaks Research Library and Collection, 1998 (ISBN 9780884022688).